# Бьоркман, Кристер
Кристер Самюэль Бьоркман (швед. Christer Samuel Björkman, род. 25 августа 1957 в Буросе, Швеция) — руководитель и председатель жюри шведского музыкального конкурса «Melodifestivalen» (местного отборочного конкурса для песенного фестиваля «Евровидение»); бывший стилист и певец (в частности, представитель Швеции на конкурсе песни Евровидение-1992).

## Биография
До начала музыкальной карьеры Бьоркман работал стилистом-парикмахером, и даже имел собственный салон в Буросе. Музыкальную карьеру будущий певец начал в 1985, выпустив свой дебютный альбом «Våga och vinn». В 1992 году он становится победителем конкурса «Melodifestivalen 1992» и получает возможность представить Швецию на предстоящем конкурсе песни Евровидение, который должен был состояться в Мальмё (Швеция стала «хозяйкой» конкурса после победы на нём Каролы). На конкурсе шведский конкурсант выступил под седьмым номером с песней «I Morgon är En Annan Dag» (рус. Завтра будет новый день). К сожалению, выступление прошло малоуспешно: с результатом в 9 баллов певец финишировал двадцать вторым (предпоследним), став «автором» одного из худших выступлений для своей страны с 1977.
Впоследствии Кристер снова принял участие на Melodifestivalen в 1999 году, исполнив песню «Välkommen hem» (со швед. — «С возвращением!»), однако занял на нём последнее место среди десяти участников.
Несмотря на некоторые неудачи на выступлениях в отборочном конкурсе, в 2002 году он стал его руководителем, и успешно продолжает работу в этой должности. В последнее время Бьоркмана часто критиковали за манипуляции членами жюри, однако эти слухи были опровергнуты.

## Дискография

### Альбомы
- Våga och vinn (1985)
- I morgon är en annan dag (1992)
- Välkommen till livet (1993)
- Björkman (1999)
- Souvenirs D’amour (2003)

### Синглы
- Leken blev nästan sann/Du, jag och en flaska vin (1984)
- Livsutopi (1984)
- Våga och vinn/Visan om en längtan (1985)
- Drömmar (1986)
- I morgon är en annan dag/Demain il y a un autre jour (1992)
- Om du behöver mig/Nu ligger havet stilla (1992)
- Förälskad igen/En gång till (1992)
- Välkommen till livet (1993)
- Om hösten (1993)
- Banne mig/Livet/Jag ger mig inte (1993)
- Välkommen hem (1999)
- Döda mig imorgon (1999)
- Kom låt oss älska nu (1999)
- La Vie (2002)
- Marcia Baila (2003)
- Les Mots (2004)
- Etthundra (2004)